# Bombardamentul din Košice
Bombardamentul din Košice reprezintă atacul armat aerian de la 26 iunie 1941 asupra orașului Kassa (astăzi Košice, Slovacia), aflat pe atunci pe teritoriul Ungariei.
Deși autorul bombardamentului a rămas neidentificat, acesta a servit drept pretext Ungariei pentru a declara război Uniunii Sovietice în ziua următoare, la 27 iunie.
Atacul a avut loc la patru zile după ce Germania nazistă a atacat Uniunea Sovietică, încălcând Pactul Ribbentrop-Molotov și s-a soldat cu câteva persoane ucise și cu pagube materiale minore.
Anumiți istorici ruși sugerează că atacul ar fi fost inițiat de germani, care au utilizat avioane rusești capturate, pentru a provoca Ungaria împotriva Rusiei.
O altă variantă susține că bombardierele sovietice ar fi confundat regiunea cu Prima Republică Slovacă, teritoriu controlat de Germania.